# Ère Ten'yō
L'ère Ten'yō (天養) est une des ères du Japon (年号, nengō, lit. « nom de l'année ») après l'ère Kōji et avant l'ère Kyūan. Cette ère couvre la période allant du mois de février 1144 au mois de juillet 1145. L'empereur régnant est Konoe-tennō (近衛天皇).

## Changement d'ère
- 6 février 1144 Ten'yō gannen (天養元年?) : Le nom de la nouvelle ère est créé pour marquer un événement ou une série d'événements. L'ère précédente se termine là où commence la nouvelle, le 27 mars 1144 en (Kōji 3, le 22e 2e mois)[3].

## Événements de l'ère Ten'yō
- 1144 (Ten'yō 1, 7e mois) : Un nouveau nom d'ère est créé parce qu'une comète a été aperçue dans le ciel le 7e mois de  Ten'yō gannen[4].
- 1145 (Ten'yō 1, 8e mois) : L'impératrice Taiken-mon In, mère de l'ancien  empereur Sutoku meurt[4].
- 1145 (Ten'yō 1) : L'empereur se rend au sanctuaire d'Iwashimizu Hachiman-gū et aux sanctuaires de Kamo-jinja[4].

| Ten'yō    | 1re  | 2e   |
| Grégorien | 1144 | 1145 |